# Coloana bischofiae
Coloana bischofiae är en insektsart som beskrevs av Sohi 1977. Coloana bischofiae ingår i släktet Coloana och familjen dvärgstritar. Inga underarter finns listade i Catalogue of Life.